# Süsü, a sárkány (album)
A Süsü, a sárkány Csukás István és Bergendy István 1982-ben kiadott hanglemezes albuma, mely a Süsü, a sárkány című nagy sikerű bábfilmsorozat első epizódjának hangjáték változata.
Ez a lemez az 1982 és 1988 között megjelent Csukás István és Bergendy István: Süsü című ötlemezes sorozatának első albuma.

## Alkotók
- Írta: Csukás István
- Zenéjét szerezte: Bergendy István
- Rendezte: Szabó Attila
- Hangmérnök: Bányai Jenő
- Zenei rendező: Oroszlán Gábor

## Az album számai
1. "Itt van Süsü" – 3:23
2. "Ha-ha-ha-ha" – 7:54
3. "Egy-kettő, egy-kettő" – 4:07
4. "Erre én levágtam az egyik fejét" – 3:03
5. "Jaj, kisasszonykám" – 8:53
6. "Felséges királyom" – 13:04
7. "Figyelem, figyelem" – 7:47
8. "Én vagyok a jó királyfi" – 3:27
9. "Habár nincsen, csak egy fejem" – 2:31

Teljes idő: 54:09

## Szereposztás
- Süsü: Bodrogi Gyula
- Királyfi: Sztankay István
- Királylány: Hűvösvölgyi Ildikó
- Király: Csákányi László
- Kancellár: Kaló Flórián
- Dada: Tábori Nóra
- Hadvezér: Balázs Péter
- Zsoldos I.: Zenthe Ferenc
- Zsoldos II.: Horkai János
- Apasárkány: Basilides Zoltán
- Szénégető: Farkas Antal
- Cölöpverő: Horváth Pál
- Sárkányfűárus: Miklósy György
- Favágó I.: Márkus Ferenc
- Favágó II.: Vándor József
- Kőfejtő I.: Horváth József
- Kőfejtő II.: Horváth Gyula
- Sárkányfiú I.: Szombathy Gyula
- Sárkányfiú II.: Ambrus Asma

Közreműködik a Bergendy-együttes.